# Zythiostroma pinastri
Zythiostroma pinastri är en svampart som först beskrevs av Petter Adolf Karsten, och fick sitt nu gällande namn av Franz Xaver von Höhnel 1931. Zythiostroma pinastri ingår i släktet Zythiostroma och familjen Nectriaceae.   Inga underarter finns listade i Catalogue of Life.